# Charlie Day
Pour les articles homonymes, voir Day.
Charlie Day est un acteur, producteur, réalisateur et scénariste américain né le 9 février 1976 à New York.

## Biographie
Charlie Day a passé la majeure partie de son enfance à Middletown, dans l'État de Rhode Island, et a été diplômé de la Portsmouth Abbey School à Portsmouth. Il rejoint ensuite le Merrimack College (en) dans le Massachusetts, où il joue au baseball.

### Carrière

#### Débuts et révélation télévisuelle
Après des apparitions dans plusieurs séries dramatiques  - New York 911, New York, police judiciaire, et Reno 911, n'appelez pas ! - il est révélé en 2005 au grand public par son rôle de Charlie Kelly dans la série comique Philadelphia. Il en est également le producteur exécutif et l'un des auteurs.
Le succès constant mais confidentiel de la série lui permet de s'imposer comme une valeur montante de la comédie américaine et perce progressivement au cinéma.
En 2010, il joue le meilleur ami du héros de la comédie romantique Trop loin pour toi, opposant Drew Barrymore et Justin Long, mais surtout en 2011, il forme avec Jason Bateman et Jason Sudeikis, deux autres acteurs de télévision, les héros de la comédie potache Comment tuer son boss ?, réalisée par Seth Gordon. Le film est un succès commercial, notamment grâce au trio de stars à contre-emploi - Jennifer Aniston, Kevin Spacey et Colin Farrell.
Pour la promotion du film, il est l'invité principal de l'émission culte Saturday Night Live, avec Maroon 5 comme invité musical.
L'acteur confirme en 2013 en doublant un personnage du film d'animation Monstres Academy et en tenant un second rôle comique dans le blockbuster Pacific Rim de Guillermo del Toro.

#### Progression au cinéma
Il confirme en 2014, toujours parallèlement à Philadelphia. Il prête sa voix à Benny dans le succès surprise La Grande Aventure Lego, de Phil Lord et Chris Miller. En 2015, il revient dans Comment tuer son boss 2, cette fois sous la direction de Sean Anders. Le film fonctionne bien moins au box-office. La même année, il tient un second rôle dans la comédie potache Vive les vacances, de John Francis Daley et Jonathan M. Goldstein.
En 2016, il parvient à s'aventurer dans un registre dramatique avec le film indépendant La Famille Hollar, une réalisation de l'acteur John Krasinski. Mais en 2017, il reste fidèle à la comédie pour Combat de Profs, qui l'oppose au rappeur Ice Cube, et fait partie de la distribution réunie par l'auteur Louis C.K. pour la comédie indépendante en noir et blanc, I Love You, Daddy. Mais le film ne sort pas, en raison des déboires personnels du réalisateur.
En mars 2018, il redevient le Dr Newton Geiszler pour le blockbuster Pacific Rim: Uprising, de Steven S. DeKnight. Avec Rinko Kikuchi, Burn Gorman et Cailee Spaeny, il est l'un des rares acteurs principaux du film original à revenir pour cette suite. En effet, Ron Perlman est absent, tandis que Idris Elba et Charlie Hunnam ont été remplacés par John Boyega par Scott Eastwood, qui incarnent de nouveaux personnages.
En 2023, il fait ses débuts en tant que réalisateur dans Fool's Paradise où il joue également le premier rôle.

### Vie personnelle
Charlie Day est marié à l'actrice Mary Elizabeth Ellis, qui partage avec lui l'affiche de Philadelphia, depuis 2006.
Charlie  et Ellis se sont connus sur le tournage de Reno 911, n'appelez pas !.
Le couple a eu un fils nommé Russell Wallace né le 15 décembre 2011.

## Filmographie

### Cinéma
- 2001 : Late Summer : Trevor
- 2001 : Campfire Stories : Joe
- 2002 : Bad Company : Stoner
- 2010 : Trop loin pour toi (Going the Distance) : Dan
- 2011 : Comment tuer son boss ? (Horrible Bosses) de Seth Gordon : Dale Arbus
- 2013 : Monstres Academy (Monsters University) : Art (voix originale)
- 2013 : Pacific Rim de Guillermo del Toro : Dr Newton Geiszler
- 2014 : La Grande Aventure Lego (The Lego Movie) de Phil Lord et Chris Miller : Benny (voix originale)
- 2015 : Comment tuer son boss 2 (Horrible Bosses 2) de Sean Anders : Dale Arbus
- 2015 : Vive les vacances (Vacation) de John Francis Daley et Jonathan M. Goldstein : Chad
- 2016 : La Famille Hollar (The Hollars) de John Krasinski : Jason
- 2017 : Combat de profs de Richie Keen : Andy Campbell
- 2017 : I Love You, Daddy de Louis C.K. : Ralph
- 2018 : Pacific Rim: Uprising de Steven S. DeKnight : Dr Newton Geiszler
- 2018 : Hotel Artemis de Drew Pearce : Acapulco
- 2019 : La Grande Aventure Lego 2 (The Lego Movie 2: The Second Part) de Mike Mitchell et Trisha Gum : Benny (voix originale)
- 2022 : I Want You Back de Jason Orley : Peter
- 2023 : Super Mario Bros. le film d'Aaron Horvath et Michael Jelenic : Luigi (voix)
- 2023 : Fool's Paradise de lui-même : Latte Pronto / Sir Tom Bingsley
- 2025 : Honey Don't! d'Ethan Coen

### Télévision
- 2000 : Mary and Rhoda (téléfilm)
- 2000 : Madigan de père en fils (Madigan Men) : Un vendeur (saison 1, épisode 7)
- 2001 : New York, police judiciaire (Law and Order) : Jeremy (saison 11, épisode 15)
- 2001 : New York 911 (Third Watch) : Michael Boscorelli (5 épisodes, 2001-2004)
- 2003 : Luis : Richie
- 2004 : Reno 911, n'appelez pas ! (Reno 911!) : Un jumeau (saison 2, épisode 7)
- Depuis 2005 : Philadelphia (It's Always Sunny in Philadelphia) : Charlie Kelly
- 2012 : American Dad! : Meth Head (voix) (saison 9, épisode 6)

### Producteur
- 2005- : Philadelphia (It's Always Sunny in Philadelphia)
- 2008- : Boldly Going Nowhere (Boldly Going Nowhere)

## Voix francophones
En France, Benoît Du Pac est la voix régulière de Charlie Day.
Au Québec, Guillaume Champoux est la voix québécoise fréquente de l'acteur. 
En France
| - Benoît Du Pac dans : - Philadelphia (série télévisée) - Comment tuer son boss ? - Pacific Rim - La Grande Aventure Lego (voix) - Comment tuer son boss 2 - Vive les vacances - Combat de profs - Pacific Rim: Uprising - Hotel Artemis - La Grande Aventure Lego 2 (voix) - I Want You Back (en) - Super Mario Bros. le film (voix) - Bupkis (en) (série télévisée) - Mythic Quest (série télévisée) | Et aussi - Alexandre Gillet dans New York 911 (série télévisée) - Daniel Lafourcade dans Trop loin pour toi - Jamel Debbouze dans Monstres Academy (voix) |

Au Québec
| - Guillaume Champoux dans : - Méchants Patrons - Méchants Patrons 2 - Combat de Profs - Hugolin Chevrette-Landesque dans : - Rives du Pacifique - Rives du pacifique : La Révolte - Maxime Desjardins-Tremblay dans : - Le film LEGO (voix) - Le film LEGO 2 (voix) | et aussi - Georges St-Pierre dans L'Université des monstres (voix) - Benoit Éthier dans Bonjour les vacances - Nicolas Charbonneaux-Collombet dans Super Mario Bros. le film (voix) |